# 니콘 D60
니콘 D60는 1,020만 유효화소의 CCD를 가지고 있는 니콘의 디지털 SLR이다. 니콘 D40x를 잇는 모델로 2008년 1월에 발표되었고, 2008년 2월 22일에 정식 출시되었다.
니콘 D60는 니콘 D3, 니콘 D300과 같은 이미징프로세서인 니콘 엑스피드(Nikon EXPEED) 프로세서를 탑재하고 있다. 또한, 내장 기계형 포커스 모터가 탑재되지 않아, D40x, D40 등과 함께 모터가 달린 렌즈 탑재시에만 자동 포커스가 되기 때문에, 타 니콘 DSLR 바디에 비해 자동 포커스를 위한 렌즈의 폭이 현저히 좁다. 자동 포커스 모터가 탑재되지 않은 렌즈를 사용할때는 수동 포커스밖에 되지않아 큰 단점으로 지적되고 있다. 니콘 D60은 니콘 D40, D40x에서 불편한 단점으로 지적됐던 뷰파인더 센서가 탑재되어, 사진을 찍기 위해 뷰파인더에 얼굴을 데면, 인포창이 자동으로 꺼져 배터리를 아낄 수 있고, 사진을 찍은후 인포창을 다시 띄우기 위해 버튼을 눌러야 했던 D40, D40x 에 비해 얼굴을 때면 자동으로 인포창이 떠서, 더욱 간편해졌다는 평을 받고있으나, 근래에 나오는 DSLR 바디들에는 대부분 탑재된 기능이라 전 모델에 비해 편해졌다는 평은 들었지만, 그 외 다른 호평은 듣지 못하는 DSLR 바디이다. 또한 바디의 크기가 너무 작아, 핸드그립의 크기또한 작아, 사용자들이 사용시에 너무 작다는 비판을 받고있다. 세손가락이 안전하게 잡지 못해서 사진을 찍을시 다소 흔들림이 있다고 사용자들이 비판한다.

## 사진

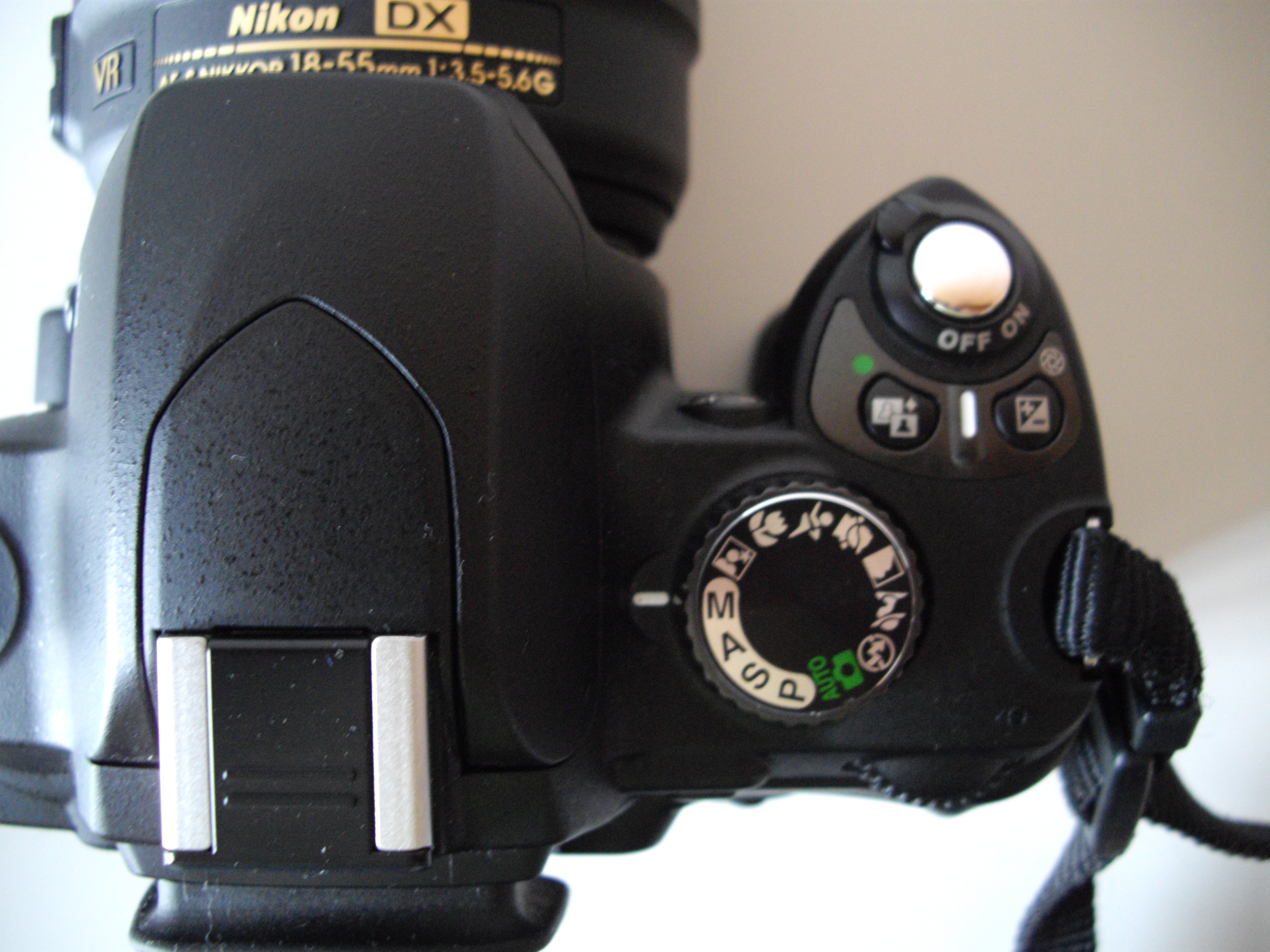
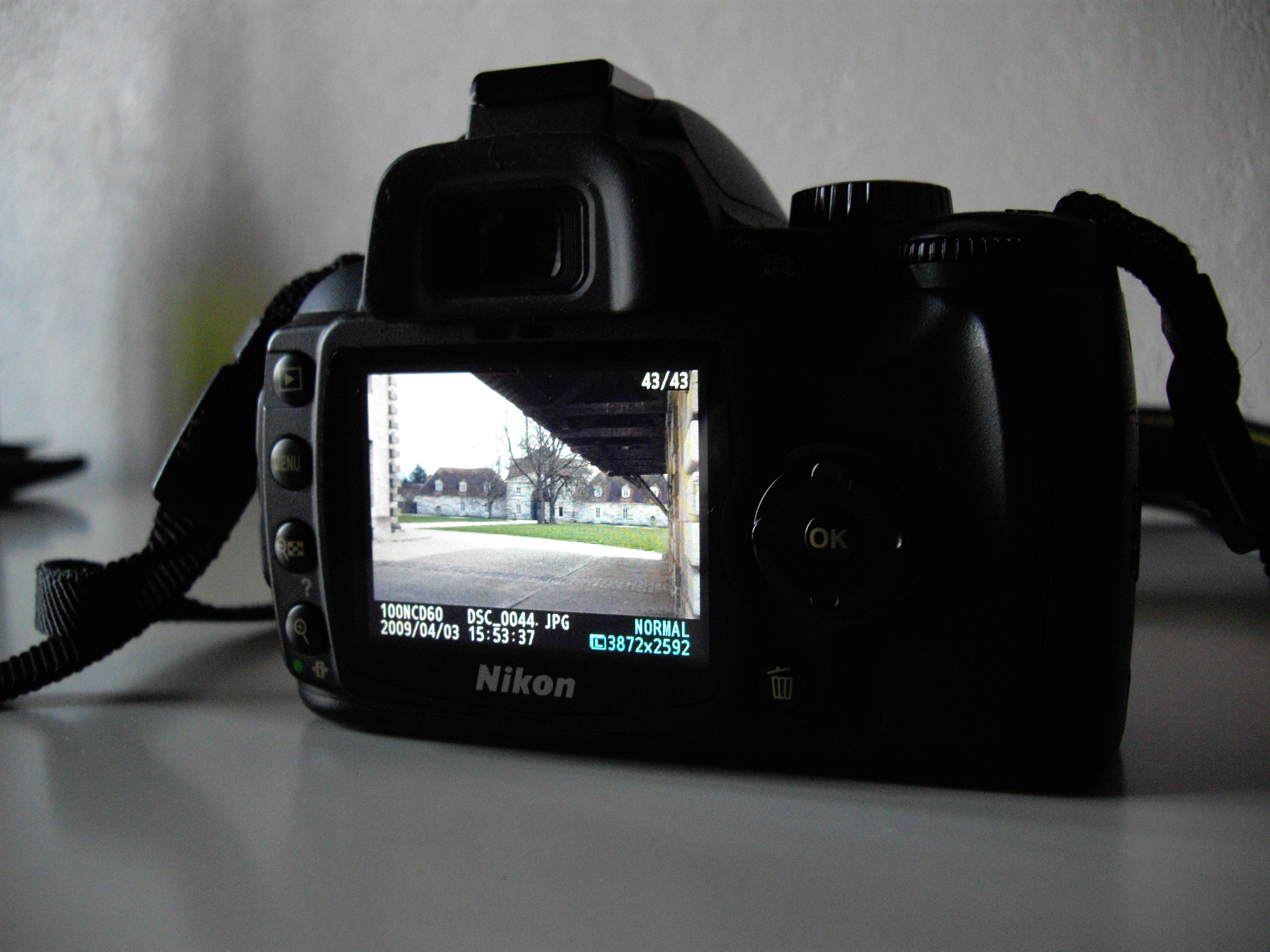
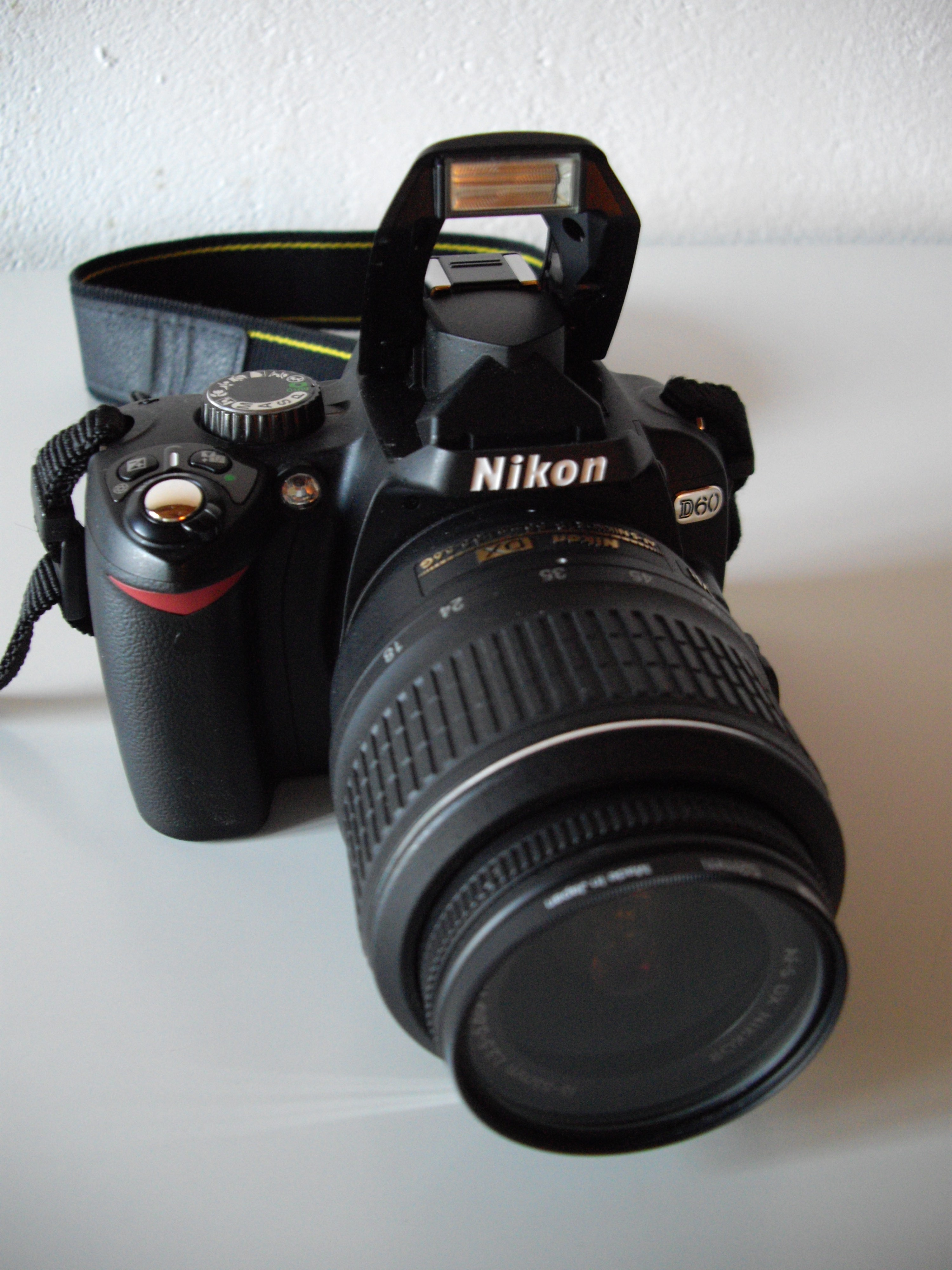
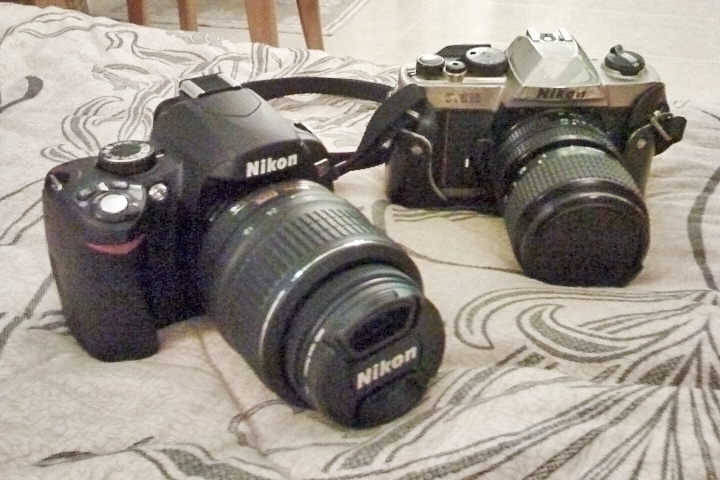
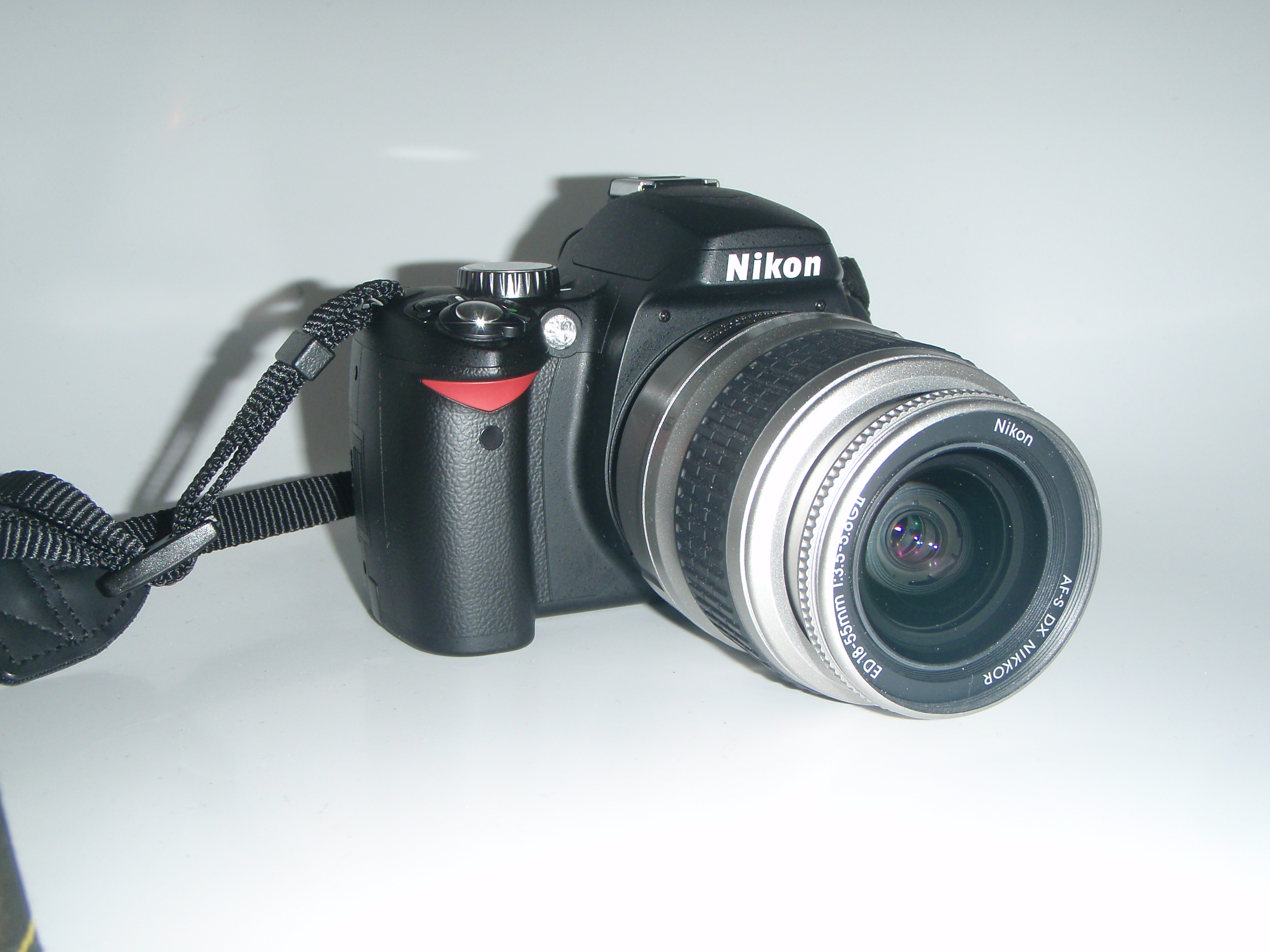